# 桐原エリカ
桐原 エリカ（きりはら えりか、1987年12月15日 - ）は、日本の元AV女優。

## プロフィール
- 出身地:東京都。
- 身長：168cm。
- スリーサイズ：B90（Gカップ）・W60・H89。
- 靴のサイズ=25cm。
- 血液型：A型。
- 趣味/特技：ショッピング/球技。

## 略歴
- 2009年5月に『了解×ギリモザ 新人ギリモザ 桐原エリカ』でAVデビュー。
- 2011年1月31日をもって引退。

## 作品

### イメージビデオ
- 『AV無理』（2009年1月1日、未満）
- 『AV無理2』（2009年2月1日、未満）
- 純情乙女図鑑（2009年4月9日、BAGUS（バグース））
- Erika 桐原エリカ 伝説の美白美女（2010年3月11日, REbecca（レベッカ））

### アダルトビデオ
2009年
- 了解×ギリモザ 新人ギリモザ（5月19日、エスワン）
- ギリモザ 6つのコスチュームでパコパコ!（6月19日、エスワン）
- ギリモザ ネットリ濃厚セックス（7月19日、エスワン）
- Wギリモザ W女教師（8月19日、エスワン）
- ギリモザ 無限絶頂！激イカセFUCK（9月7日、エスワン）
- ギリモザ ものすごい顔射（10月19日、エスワン）
- レイプ×ギリモザ 夫の目の前で犯された若妻（11月19日、エスワン）
- ギリモザ キャンパスメイトは痴女大生（12月19日、エスワン）

2010年
- エスワンTV THE芸能界 ヤリすぎ生放送!（1月7日［DVD］/2月1日［Blu-ray］、エスワン）
- エリカ様的アゲ嬢生活 小悪魔テクで1週間に5人はオトす!!（1月19日、エスワン）
- ヤラれたがる若奥様（2月7日, エスワン）
- モリマン☆顔騎パラダイス（3月7日、エスワン）
- THE芸能界エロすぎ大乱交 エスワンTV 裏ちゃんねる（4月7日 [DVD] /5月1日 [Blu-ray], エスワン）
- 初剃り（5月1日、MOODYZ）
- 超絶品ボディ（6月1日、MOODYZ）
- ヤラせてよっ!エリカ先生（7月13日、MOODYZ）
- AV女優の働く風俗店（10月13日、MOODYZ）
- 裸女〜服を着ない生活〜（11月13日、MOODYZ）
- 美乳、くびれ、美脚お姉さんの素人男を連れまわし青姦ざんまい（12月13日、MOODYZ）

2011年
- 高身長痴女の小さいオッサン狩り（1月1日、MOODYZ）
- エスワン 2010 BEST OF BEST 8時間（1月19日、エスワン）
- 美女時代4時間 極上美脚セックス（2月19日、エスワン）
- 働くオンナの悩殺コスチューム4時間（4月7日、エスワン）
- サイレントレイプ4時間 アエギ声が我慢出来ない…（5月7日、エスワン）
- 桐原エリカ8時間（2011年5月13日、MOODYZ）
- S1総選挙〜ユーザー人気投票ランキングBEST100〜（7月7日、エスワン）

### 写真集
- 水蜜桃（2009年8月、彩文館出版、撮影：福島裕二）ISBN 978-4775604281

## 出演

### テレビ
- おねだり!!マスカット 3期生 (2009年10月5日 - 2010年3月29日 テレビ東京)
- キャンパスナイトフジ (2010年2月19日、3月12日フジテレビ)

### ラウンドガール
- 「TRIBELATE vol.22〜Hybrid Club Fight〜」2009年2月27日（金）東京・新宿FACE